# 토마티나

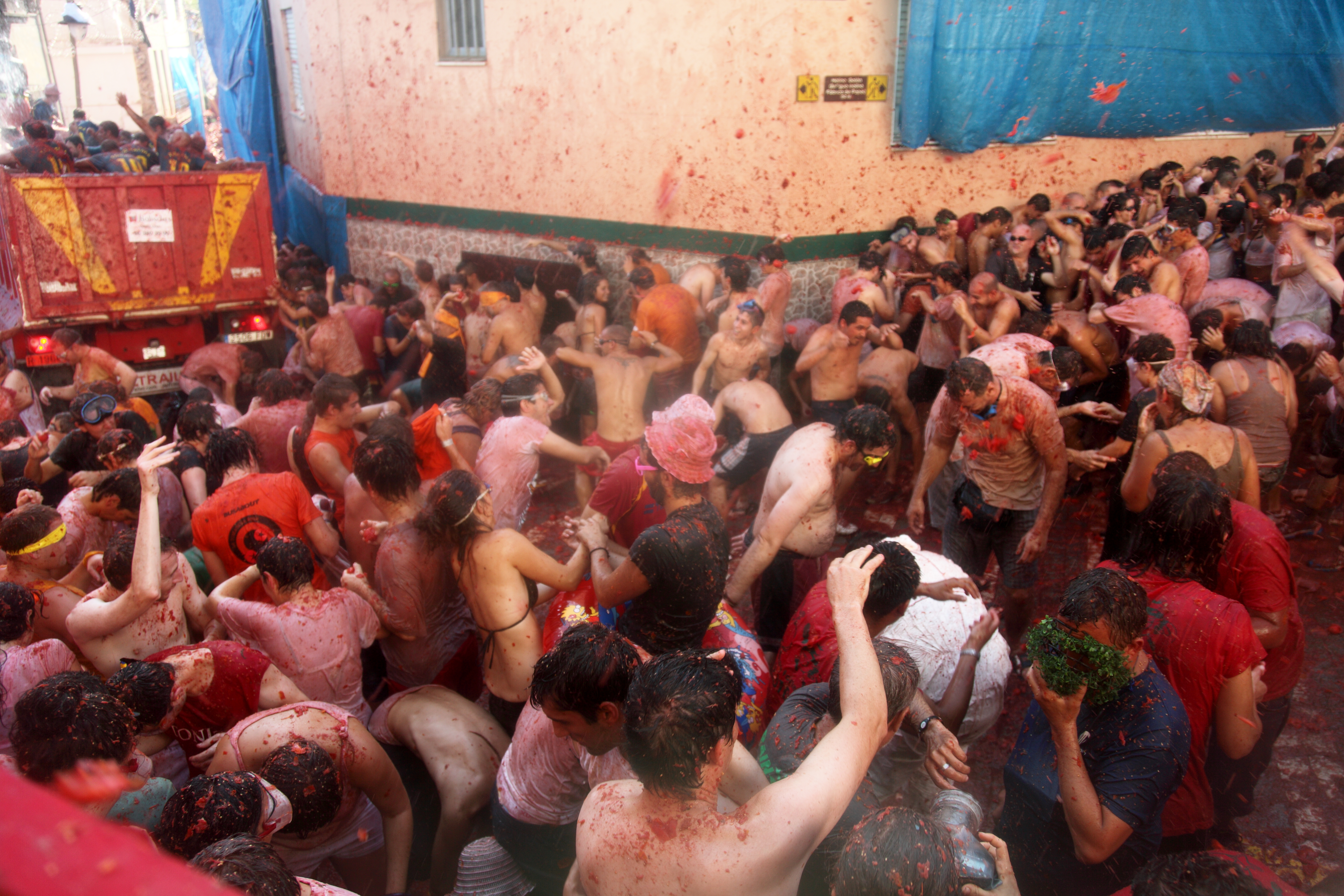
2010년의 토마티나

(스페인어: La Tomatina)는 스페인의 발렌시아 주에 있는 도시 부뇰에서 8월 마지막 수요일에 열리는 토마토 축제이다. 축제 기간 동안 전 세계에서 도시 인구의 반 이상의 사람이 모여 잘 익은 토마토를 서로 다른사람에게 던진다.

## 역사
1945년 부뇰에는 푸에블로 광장에서 열리는 "거인과 큰 머리"라는 민속축제가 있었고 이 민속축제에서 청소년들이 싸움이 나 노점상에 있던 채소를 던지면서 싸움을 벌였다. 다음 해 1946년 8월 마지막 수요일 이 청소년들은 또 다시 싸움을 벌였고 집에서 토마토를 가지고 나와 토마토를 던지며 싸움을 했다. 이후 몇 년 동안 8월 마지막 주 수요일에 젊은이들 사이에서 토마토를 던지며 노는 것이 유행을 하였고 그것이 오늘날까지 이어져 스페인의 대표적인 축제로 발전하였다.
라 토마티나 축제는 50년대 초 금지되었지만 참가자의 열광적인 반응으로 인해 곧 다시 시작되었다. 그 이후로 축제의 참가자는 축제에 대한 기대와 열광과 함께 매년 증가하였다. 그 성공을 인정받아 2002년에는 스페인 관광부로부터 국제 관광객 관심 축제로 선정되었다. 2013년부터는 안전에 대한 우려로 인해 참가비(12유로)를 받고 수도 제한을 두었기 때문에 축제를 즐기려면 미리 예약을 해야 한다.
방문객이 많아서 2013년부터는 티켓으로 축제 참가자를 제한하고 있다.

## 하는 것
토마토를 던지는 푸드파이트가 유명하지만 전야제엔 요리 대회도 있고 그 외에도 퍼레이드, 불꽃 놀이 등을 볼 수 있다. 토마토 파이트는 오전 11시 쯤에 대포를 쏘며 시작하고 1~2시간 후 다시 대포를 쏘며 마무리된다. 규칙도 몇 개 있는데, 어쨌건 최대한 다치지 않게 하는 게 목적이다. 던지기 전에 토마토를 살짝 뭉개서 충격을 줄이라는 안내 뒤 옷을 찢는다. 12시 정각이 되면 커다란 대포 소리와 함께 5대의 대형트럭이 100만개의 토마토를 실어오면서 던지고, 거리에는 뿌린 5만 킬로그램의 토마토를 던지면서 광란의 파티를 즐긴다. 한 시간동안 전쟁을 치른 뒤에는 참여자 모두가 힘을 합쳐서 거리를 청소한다.
시의회에서는 참가자와 축제의 안전을 위해 다음과 같은 지침을 제시하고 있다.

1. 부상을 방지하기 위해 으깬 토마토만 던질 수 있다.
2. 토마토를 제외한 발사체는 허용되지 않는다.
3. 참가자들은 트럭이 지나갈 수 있는 거리를 확보해야한다.
4. 토마토 던지기를 마치는 신호가 온 다음에는 토마토를 던질 수 없다.

## 같이 보기
- 송끄란